# Шовкай
Шовкай — мала річка в Україні, в межах Приазовського району Запорізької області. Права притока річки Корсак (басейн Азовського моря).

## Опис
Шовкай бере початок в околицях села Мар'янівка. Тече на південний схід. Впадає до Корсака в околицях села Петрівка. На річці споруджено кілька ставків. 
Основна притока: малі потічки. 